# Eli Fantasy
Elinnette Rodríguez Calderín (Yauco, Puerto Rico, 14 de octubre de 1994), con nombre artístico Eli Fantasy, es una cantante urbana y modelo puertorriqueña. Eliennette representó a su natal Yauco en el concurso  Miss Universe Puerto Rico en el 2015 donde ganó el galardón de Miss Amistad.

En 2016 hace transición al mundo del baile exótico. Su carrera musical comenzó con un video titulado 'La Peseta', que se hizo viral dentro y fuera de su país, caracterizado por su contenido jocoso, ritmo urbano y la presencia colorida que posee Eli Fantasy.
A raíz de su popularidad, en 2017 lanza su segundo sencillo "No soy como tu" y "Noche Inolvidable', dichos temas fueron de interés internacional. Finales del 2017 grabó titulado 'Desquitarnos bailando'.
Eli Fantasy es solidaria de la comunidad LGBT, lo cual lanzó el tema "Más perra que yo', tema oficial en la Parada Gay 2018 en Puerto Rico. Fue arrestada en el estado de Florida (EE. UU.) en mayo de 2022. Al momento, Eli Fantasy se encuentra recluida en una institución penitenciaria y podría enfrentarse a 8 años de cárcel.
- No soy como tú - 2018
- Noche Inolvidable- 2018
- Más perra que yo - 2018
- Desquitarnos bailando (2018)
- Braty Puti - 2019 (feat. Tomasa del Real)[9]
- Si Toca Toca - 2020[10]